# ГЕС Ангостура
ГЕС Ангостура (ісп. Angostura) – гідроелектростанція на півдні Чилі у регіоні Біобіо (VIII Регіон). Знаходячись після ГЕС Панге, становить нижній ступінь каскаду на другій за довжиною річці країни Біобіо, яка впадає у Тихий океан в місті Консепсьйон.
В межах проекту річку перекрили бетонною греблею висотою 50 метрів та довжиною 160 метрів, яку ліворуч продовжує насипна структура довжиною понад 1,6 км. Для відведення води під час її спорудження призначався тунель довжиною 0,3 км та діаметром 15 метрів, а потреба в матеріалах за проектом ГЕС становила 140 тис тон цементу та 2,3 млн м3 породи. Гребля утримує водосховище, витягнуте по долині річки на 16 км, крім того воно має затоку довжиною 5 км, що утворилась в долині правої притоки Біобіо річки Huequecura. Водойма має площу поверхні 6,4 км2 (у випадку повені – до 7,5 км2), об’єм 100 млн м3 та запроектоване коливання рівня поверхні під час операційної діяльності між позначками 316 та 317 метрів НРМ (максимальний рівень на випадок повені 320 метрів НРМ).
Неподалік від греблі під правобережним гірським масивом облаштували підземний машинний зал розмірами 177х30 метрів при висоті 59 метрів. Його обладнали трьома турбінами типу Френсіс – двома потужністю по 134,9 МВт та однією з показником 46,1 МВт. Вони працюють при напорі у 50 метрів та забезпечують виробництво понад 1,5 млрд кВт-год електроенергії на рік.